# Resonant Bodies
Resonant Bodies ist ein Jazzalbum von Adam Rudolph. Die am 23. November 2015 im Veranstaltungsort Roulette Intermedium, Brooklyn, entstandenen Aufnahmen erschienen am 6. Dezember 2021 auf Adam Rudolphs eigenem Label Meta.

## Hintergrund
Resonant Bodies ist die zwölfte Veröffentlichung in einer Reihe von Aufnahmen des Perkussionisten und Weltmusik-Pioniers Adam Rudolph mit dem Go: Organic Orchestra, seinem langjährigen Konzept für ein global verankertes kreatives Musikensemble, notierte Ed Enwright. Frühere Aufnahmen der Reihe, mit denen Rudolf 2001 begonnen hatte, enthalten eine Vielzahl von Instrumentalkonfigurationen unterschiedlicher Größe. Für Resonant Bodies stellte sich Rudolph eine völlig neue Art von Ensemble-Erfahrung vor: Er nahm das Album mit insgesamt neun Gitarristen bzw. Bassgitarristen auf, Liberty Ellman, Nels Cline, David Gilmore, Kenny Wessel, Joel Harrison (auch Steel Guitar), Jerome Harris (auch Bassgitarre, Lap steel guitar), Miles Okazaki, Damon Banks und Marco Cappelli (Akustische Gitarre). Die Aufnahme ist ein Dokument des letzten Auftritts der Gruppe bei ihrer Tournee im Jahr 2015.
Der Leader bat die Virtuosen des Orchesters, sich nicht auf Instrumentaltechnik zu verlassen, und ermutigte sie stattdessen, nach gefühlvollen und kreativen Klängen zu suchen. „Ich bat sie … sich vorzustellen, sie würden eine Oboe spielen oder singen oder einen Moog oder einen Vogelschwarm“, erklärte Rudolph in den Liner Notes. „Die Idee war, dass die Musik über die Vorstellung hinausgeht, eine bestimmte Denkweise zu haben, die die Technik des Spielens eines bestimmten Instruments manchmal fördern kann. Ich denke, das ist uns gelungen.“

## Titelliste
- Adam Rudolph: Resonant Bodies

1. Parallax 4:12
2. Albireo 6:51
3. Eta 5:26
4. Mira 5:13
5. Fawaris 5:12
6. Dolidze 4:20
7. Cygnus 4:08
8. Gliese 2:26
9. Deneb 5:24

Die Kompositionen stammen von Adam Rudolph.

## Rezeption

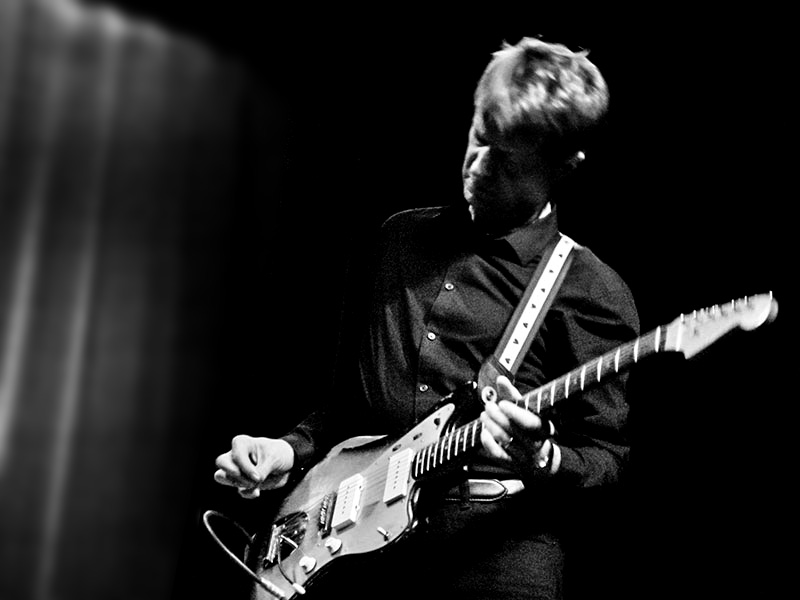
Nels Cline (2017)

Ed Enright schrieb im Down Beat, jeder Gitarrist bringe seine eigene Stimme und Ausdrucksweise in diese egalitäre Unternehmung ein, unter strenger Anweisung von Dirigent Rudolph, „nicht wie ein Gitarrist zu denken“. Dies gelinge ihnen tatsächlich, und das Ergebnis sei eine völlig organische Musik, die zutiefst originell, auffallend kraftvoll und dialoggetrieben ist. Es swinge mit elektrisch-akustischer Energie und summe vor Lebendigkeit. Das Go: Organic Guitar Orchestra sei eine natürliche Weiterentwicklung von Rudolphs futuristischer Orchestervision. Die Musik solle zu ihren eigenen Bedingungen gehört werden, so der Autor; Seine beispiellosen Klänge und augenblicklichen Formulierungen laden den Zuhörer ein, alle vorgefassten Ideen und Erwartungen beiseite zu legen, und die Belohnung sei immens.